# 漂白紅砂土

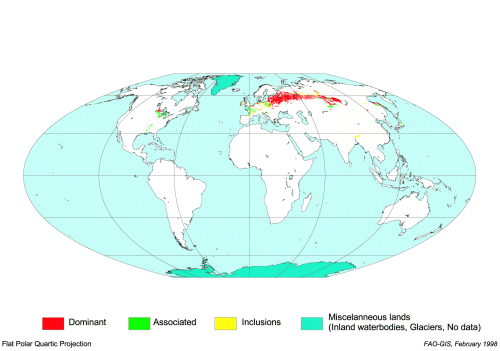
漂白紅砂土分布

在聯合國糧食及農業組織土壤資源參考基準中漂白紅砂土的定義是，土壤連同薄而深色的外表層在缺乏光亮層（一個白土層）呈舌形突出成為黏土澱積層。粘土澱積層有一個不規則或損壞造成舌形突出的上分界線褪色土壤的澱積層。在美國農業部土壤分類系統中，漂白紅砂土與舌狀白土潮淋溶土，Glossocryalfs和舌狀白土潮淋溶土有關聯。
這些土壤的主要是形成於鬆散的冰磧物、湖成平原或在河流中構成，或者風成沉積，比如黃土。它們出現在持平至起伏的平原下寒帶的針葉林或北方針葉林裏的混交林以及連同寒冬和短暫的涼爽夏天的溫帶氣候地區。
漂白紅砂土在農業的適宜度是有限的，因為它的酸度、低營養水準、耕作和排水問題。北方地區也有一個短期生長期和在漫長的冬季，有嚴重的霜凍。在西伯利亞針葉林區北部，漂白紅砂土幾乎完全是根據森林的小區域用於放牧或收割幹草。在西伯利亞針葉林區南部，有不到百分之十的非森林地區是用於牲畜養殖。在俄羅斯西伯利亞針葉林南部和西部地區，可用來耕作，作物如榖物、馬鈴薯、甜菜和飼料用玉米。被發現特別的是高的土壤飽和度。
在歐洲、北亞、中亞和北美，估計有3.2億公頃的漂白紅砂土。他們主要集中在這兩個區域：
- 歐洲大陸東北部、亞洲西北部和加拿大南部有更新世的永凍土，構成迄今最大的漂白紅砂土領域；
- 在濕溫帶地區的黃土、被沙土覆蓋地區和老沖積地區，如法國、比利時中部、荷蘭東南部和德國的北部與東北部。